# Burundi en los Juegos Olímpicos de Pekín 2008
Burundi estuvo representado en los Juegos Olímpicos de Pekín 2008 por tres deportistas, un hombre y dos mujeres, que compitieron en dos deportes.
La portadora de la bandera en la ceremonia de apertura fue la atleta Francine Niyonizigiye. El equipo olímpico burundés no obtuvo ninguna medalla en estos Juegos.